# Estación de Tarrasa-Estación del Norte
Tarrasa-Estación del Norte (Terrassa-Estació del Nord oficialmente y en catalán) es una estación subterránea de ferrocarril suburbano que forma parte de la prolongación de la línea S1 (Metro de Tarrasa) dentro de la Línea Barcelona-Vallés de FGC en la localidad de Tarrasa. La estación se abrió al público el 29 de julio de 2015, día siguiente a una jornada de puertas abiertas. En 2018 registró un tráfico de 691 771 usuarios.

## Situación ferroviaria
Se sitúa en el punto kilométrico 22,585 de la línea férrea de ancho internacional Las Planas-Tarrasa. El tramo es de vía doble y está electrificado.

## Historia
La estación se inauguró el 28 de julio de 2015, con la apertura de la línea entre las estaciones de Tarrasa-Rambla y Tarrasa-Naciones Unidas, entrando en servicio comercial el 29 de julio.

## La estación[3]
Se encuentra en el área del parque del Norte entre el paseo Veintidós de Julio y la calle Mosén Pursals. Desde el nivel del parque con paseo Veintidós de Julio se accede al vestíbulo de la estación por una escalera mecánica de subida, una escalera convencional y un ascensor. El vestíbulo principal tiene la mitad en la caja de la estación y la otra mitad en el espacio de conexión con la estación de Tarrasa de la línea de ancho ibérico, propiedad de Adif, de Barcelona a Manresa y Lérida. De hecho el vestíbulo es común para las dos líneas, con máquinas de venta de billetes de FGC en un espacio y en un espacio propio máquinas de venta de billetes, taquilla e información de Cercanías. El vestíbulo de FGC dispone de paneles de información y asiento multifuncional, así como las barreras tarifarias de control de acceso. Para acceder a Cercanías están las barreras tarifarias y una vez superadas éstas, un pasillo lleva hasta el altillo existente desde donde se puede bajar a los dos andenes. Una vez pasada la barrera tarifaria de FGC hay un espacio con aseo, aparcamiento de bicicletas y dos núcleos de bajada al andén, uno de ellos con escaleras mecánicas y fijas y el otro sólo con escaleras fijas. Estos núcleos tienen un nivel intermedio que los comunica. Además, hay un ascensor para unir el nivel vestíbulo y andén, existiendo el espacio para ubicar un segundo ascensor en el futuro. Los trenes circulan por el nivel más profundo formado por las dos vías generales y un andén central doble de 90 metros de longitud (ampliable a 100) y una anchura de 10,42 metros, con una altura a estructura de luminaria de 3,50 metros. El espacio es único hasta el techo del vestíbulo, pudiendo ver las vías desde el nivel vestíbulo a través de dos vidrieras.

## Cercanías
Tiene correspondencia con la estación de Tarrasa Estación del Norte de las líneas R4 y RL4 (servicio regional) de Rodalies de Catalunya, operadas por Renfe.
Para más información ir a estación de Tarrasa Estación del Norte

## Servicios ferroviarios
El horario de la estación se puede descargar en el siguiente enlace. El plano de las líneas del Vallés en este enlace. El plano integrado de la red ferroviaria de Barcelona puede descargarse en este enlace.
| << cabecera                          | < estación              | línea | estación >               | cabecera >>             |
| ------------------------------------ | ----------------------- | ----- | ------------------------ | ----------------------- |
| Línea Barcelona-Vallés de FGC        |                         |       |                          |                         |
| Barcelona-Plaza de Cataluña          | Vallparadís Universidad |       | Tarrasa-Naciones Unidas  | Tarrasa-Naciones Unidas |
| Correspondencia con líneas de Renfe: |                         |       |                          |                         |
| San Vicente de Calders               | Tarrasa Este            |       | Villadecavalls           | Manresa                 |
| Terminal                             | Terminal                |       | San Vicente de Castellet | Lérida Pirineos         |